# Escola Secundária D. Filipa de Lencastre
A Escola Secundária D. Filipa de Lencastre - anteriormente denominada Liceu D. Filipa de Lencastre - é uma escola de ensino secundário pública localizada no Arco do Cego em Lisboa. É a sede do agrupamento escolar com o mesmo nome que inclui ainda o Jardim de Infância António José de Almeida e a Escola EB1 São João de Deus.
A escola foi baptizada em honra de D. Filipa de Lencastre, rainha consorte de Portugal, por casamento com o Rei D. João I.

## História
O Liceu de Dona Filipa de Lencastre foi criado pelo Decreto n.o 15971, de 21 de setembro de 1928, tornando-se o quarto liceu feminino do país e o segundo da capital (o outro era o o Liceu Maria Amália Vaz de Carvalho). O seu primeiro diretor foi Mário da Costa Cabral, docente do Liceu Camões, uma decisão muito polémica.
As primeiras instalações localizavam-se num palacete localizado na Rua do Quelhas, n.º 36. Deu-se início ao ano escolar em 29 de outubro de 1928, com uma frequência de nove turmas do curso geral liceal.
A escola foi construída a partir de um projecto de Jorge Segurado, resultante da participação deste arquiteto num concurso público lançado pelo então Ministério da Instrução Pública, dirigido por Duarte Pacheco.
O edifício procura adequar a modernidade ao tradicional, representado pelo bairro social do Arco do Cego, aproveitando o pavilhão construído anos antes, em 1929, com base num projeto de Carlos Ramos, que procura uma expressão volumétrica futurística.
Após a construção do pavilhão, este projeto foi abandonado, sendo continuado posteriormente, com base no trabalho de Jorge Segurado, que procura não fugir à simetria, aproveitando o ginásio e colocando-o no eixo da entrada. O edifício apresenta, assim, uma forma quadrada com pátio interior.
De acordo com um projeto que existe em exposição na Escola, inicialmente o desenho era para ser uma escola primária dividida ao meio, sendo a parte direita reservada ao sexo feminino e a outra ao sexo masculino. De notar a disposição das salas, todas elas orientadas a Sul, de modo a aproveitar a luz solar.
Entrou em funcionamento no ano letivo de 1938-1939, como liceu feminino. De 1938 a 1974 as alunas eram identificadas pela cor do emblema do Liceu. Finalmente, no ano lectivo de 1974-1975 passou a misto.
No ano de 2010 foi constituída a Associação de Antigos Alunos.
O antigo Liceu D. Filipa de Lencastre está classificado desde 2012 como Monumento de Interesse Público.
Em 2016, "o Filipa", como professores, funcionários, pais e alunos gostam de chamar, foi considerada a melhor escola pública do secundário do país ficando em 23.º lugar do ranking geral.
No ano letivo de 2017/2018 a escola viu-se envolvida numa polémica envolvendo as matrículas dos alunos. Um grupo de pais de 23 crianças apresentou uma queixa-crime no Ministério Público alegando que a escola estaria a aceitar matrículas de não moradores. Dessa queixa resultou um relatório da Inspeção Geral de Educação que obrigou a escola a alterar as regras no ano seguinte.
A escola viu-se envolvida noutra polémica aconteceu em Fevereiro de 2022, quando a Inspecção-Geral de Educação e Ciência decidiu investigar um professor de Informática acusado pelos encarregados de educação de agressões físicas e violência psicológica sobre alunos do 2.º ciclo.

## Patrona
Filipa de Lencastre (Leicester, c. março de 1360 — Odivelas, 19 de julho de 1415) foi uma princesa inglesa que se tornou rainha consorte de Portugal através do casamento com o rei D. João I, celebrado em 1387 na cidade do Porto. Foi a rainha-mãe da Ínclita Geração.

## Alumni
Entre muitas outras, destacam-se:
- Alice Vieira
- Carmen Dolores
- Maria Leonor Carvalhão Buescu
- Manuela Ramalho Eanes
- Maria Barroso
- Helena Sacadura Cabral
- Maria Elisa Domingues
- Maria de Lourdes Pintasilgo
- Natália Correia
- Regina Tavares da Silva
- Simone de Oliveira
- Maria Teresa Horta